# Sheppardia montana
Sheppardia montana е вид птица от семейство Muscicapidae. Видът е застрашен от изчезване.

## Разпространение
Видът е разпространен в Танзания.